# Taba International Airport
Taba International Airport (arabiska: مطار طابا الدولي) är en flygplats i Egypten. Den ligger i den nordöstra delen av landet, 300 km öster om huvudstaden Kairo. Taba International Airport ligger 736 meter över havet.
Terrängen runt Taba International Airport är platt åt nordväst, men åt sydost är den kuperad. Runt Taba International Airport är det glesbefolkat, med 8 invånare per kvadratkilometer. Närmaste större samhälle är Ţābā, 15,6 km sydost om Taba International Airport. Trakten runt Taba International Airport är ofruktbar med lite eller ingen växtlighet.